# Fałd przedsionkowy
Fałd przedsionkowy, fałd przedsionka, fałd kieszonki krtaniowej, fałd rzekomy, struna głosowa rzekoma (łac. plica vestibularis, plica ventricularis) − w anatomii człowieka fałd błony śluzowej krtani, leżący powyżej i bocznie od fałdu głosowego. Zawiera dolną część błony czworokątnej wraz z jej brzegiem – więzadłem przedsionkowym, mięsień przedsionkowy (będący częścią mięśnia tarczowo-nalewkowego) i gruczoły krtaniowe. Nierówny i zazębiony brzeg fałdu głosowego tworzy górne ograniczenie wejścia do kieszonki krtaniowej, a jego dolna powierzchnia – górną ścianę tej kieszonki. Oba fałdy przedsionkowe, prawy i lewy, stanowią dolną granicę przedsionka krtani (jamy górnej krtani) i jednocześnie górną granicę jamy pośredniej krtani. Pośrodku pomiędzy nimi znajduje się szpara przedsionka (rima vestibuli), szersza od szpary głośni. 
Fałdy przedsionkowe w warunkach prawidłowych nie biorą udziału w wytwarzaniu głosu, a jedynie przyczyniają się do działania obronnego krtani. W stanach patologicznych zwarcie fałdów przedsionkowych może wytwarzać głos przedsionkowy, utrudniający prawidłową artykulację fałdami głosowymi, albo zastępujący ją w przypadku gdy wytwarzanie głosu fałdami głosowymi jest niemożliwe (np. po chordektomii). Głos przedsionkowy wykorzystywany jest także w niektórych technikach wokalnych, jak growl czy jodłowanie.